# Marokko op de Olympische Zomerspelen 2016
Marokko nam deel aan de Olympische Zomerspelen 2016 in Rio de Janeiro, Brazilië. De 49 atleten die in actie kwamen deden dit in dertien verschillende sportdisciplines. Springruiter Abdelkebir Ouaddar droeg de Marokkaanse vlag tijdens de openingsceremonie, taekwondoka Wiam Dislam droeg de vlag tijdens de sluitingsceremonie. De bokser Mohammed Rabii won de enige medaille voor Marokko op de Spelen, de vierde in de bokssport en de 23e in totaal. Hij won brons bij de weltergewichten. 
Bokser Hassan Saada werd een dag voor zijn optreden bij de halfzwaargewichten aangehouden op verdenking van aanranding van twee Braziliaanse serveersters, die werkzaam waren in het olympisch dorp. In juni 2017 gaven Braziliaanse autoriteiten Saada zijn identiteitsbewijzen terug, waarna hij kon terugkeren naar Marokko. Saada werd niet veroordeeld.

## Medailleoverzicht
| Sport  | Olympiër       | Onderdeel                  | Medaille |
| ------ | -------------- | -------------------------- | -------- |
| Boksen | Mohammed Rabii | weltergewicht (–69 kg) (m) | Brons    |

## Deelnemers en resultaten
(m) = mannen, (v) = vrouwen 

### Atletiek
| Olympiër              | Onderdeel              | Resultaat | Prestatie                                                                      |
| --------------------- | ---------------------- | --------- | ------------------------------------------------------------------------------ |
| Aziz Ouhadi           | 100m (m)               | 45e       | serie 3: 6de in 10,34                                                          |
| Abdelati El Guesse    | 800m (m)               | DNF       | serie 6: DNF                                                                   |
| Mostafa Smaili        | 800m (m)               | 15e       | serie 5: 2de in 1.49,29 halve finale 1: 5de in 1.45,78                         |
| Fouad Elkaam          | 1500m (m)              | 18e       | serie 1: 6de in 3.39,51 halve finale 2: 9de in 3.40,93                         |
| Abdalaati Iguider     | 1500m (m)              | 5e        | serie 3: 3de in 3.38,40 halve finale 1: 6de in 3.40,11 finale: 5de in 3.50,58  |
| Brahim Kaazouzi       | 1500m (m)              | 23e       | serie 2: 6de in 3.47,39 halve finale 1: 13de in 3.48,66                        |
| Soufiyan Bouqantar    | 5000m (m)              | 36e       | serie 2: 18de in 13.56,55                                                      |
| Younes Essalhi        | 5000m (m)              | 31e       | serie 1: 14de in 13.41,41                                                      |
| Soufiane Elbakkali    | 3000m steeplechase (m) | 4e        | serie 1: 2de in 8.25,17 finale: 4de in 8.14,35                                 |
| Hamid Ezzine          | 3000m steeplechase (m) | DNF       | serie 2: 5de in 8.27,69 finale: DNF                                            |
| Hicham Sigueni        | 3000m steeplechase (m) | 16e       | serie 3: 7de in 8.27,82                                                        |
| Abdelmajid El Hissouf | marathon (m)           | 68e       | 2:20.29                                                                        |
| Rachid Kisri          | marathon (m)           | 73e       | 2:21.00                                                                        |
|                       |                        |           |                                                                                |
| Malika Akkaoui        | 800m (v)               | 27e       | serie 6: 4de in 2.00,52                                                        |
| Rababe Arafi          | 800m (v)               | DNF       | serie 2: DNF                                                                   |
| Malika Akkaoui        | 1500m (v)              | 19e       | serie 2: 5de in 4.07,42 halve finale 2: 8ste in 4.08,55                        |
| Rababe Arafi          | 1500m (v)              | 12e       | serie 3: 4de in 4.06,63 halve finale 1: 7de in 4.05,60 finale: 12de in 4.15,16 |
| Siham Hilali          | 1500m (v)              | 33e       | serie 1: 9de in 4.13,46                                                        |
| Hayat Lambarki        | 400m horden (v)        | 44e       | serie 3: 7de in 1.00,83                                                        |
| Salima Elouali Alami  | 3000m steeplechase (v) | 32e       | serie 3: 10de in 9.44,83                                                       |
| Fadwa Sidi Madane     | 3000m steeplechase (v) | 23e       | serie 1: 11de in 9.32,94                                                       |
| Koutar Boulaid        | marathon (v)           | DNF       | DNF                                                                            |

### Boksen
| Olympiër          | Onderdeel | Resultaat | Prestatie |
| ----------------- | --------- | --------- | --- |
| Achraf Kharroubi  | –52kg (m) | 9e        | 1ste ronde: W van LES Mokhotho: 3–0 2de ronde: V van CUB Veitía: 0–3                                                        |
| Mohamed Hamout    | –56kg (m) | 9e        | 1ste ronde: W van UKR Boetsenko: 2–0 2de ronde: V van CUB Ramirez: 1–2                                                      |
| Mohammed Rabii    | –69kg (m) | Brons     | 1ste ronde: vrij 2de ronde: W van KEN Okwiri: 3–0 kwartfinale: W van IRL Donnelly: 2–1 halve finale: V van UZB Gijasov: 0–3 |
| Hassan Saada NB   | –81kg (m) | 17e       | 1ste ronde: V van TUR Ünal: (w/o)                                                                                           |
| Mohamed Arjaoui   | +91kg (m) | 17e       | 1ste ronde: V van AZE Majidov: 0–3                                                                                          |
|                   |           |           | |
| Zohra Ez-Zahraoui | –51kg (v) | 9e        | 1ste ronde: V van FRA Ourahmoune: 0–3                                                                                       |
| Hasnaa Lachgar    | –60kg (v) | 9e        | 1ste ronde: V van CHN Yin: 0–3                                                                                              |
| Khadija El-Mardi  | –75kg (v) | 5e        | 1ste ronde: vrij kwartfinale: V van KAZ Sjakimova: 0–3                                                                      |

### Gewichtheffen
| Olympiër         | Onderdeel | Resultaat | Prestatie                                                      |
| ---------------- | --------- | --------- | -------------------------------------------------------------- |
| Khalid El-Aabidi | –85kg (m) | 20e       | trekken: 22ste met 120kg stoten: 20ste met 165kg totaal: 285kg |
|                  |           |           |                                                                |
| Samira Ouass     | –75kg (v) | 14e       | trekken: 14de met 75kg stoten: 14de met 97kg totaal: 172kg     |

### Golf
| Olympiër      | Onderdeel | Resultaat | Prestatie                       |
| ------------- | --------- | --------- | ------------------------------- |
| Maha Haddioui | vrouwen   | 59e       | 315 punten: (82-76-80-77) (+31) |

### Judo
| Olympiër     | Onderdeel | Resultaat | Prestatie                                                                            |
| ------------ | --------- | --------- | ------------------------------------------------------------------------------------ |
| Imad Bassou  | –66kg (m) | 9e        | 1ste ronde: vrij 2de ronde: W van AUS Katz: yuko 3de ronde: V van CAN Bouchard: yuko |
|              |           |           |                                                                                      |
| Rizlen Zouak | –63kg (v) | 17e       | 1ste ronde: V van MGL Mönkhzayaa: ippon                                              |
| Assmaa Niang | –70kg (v) | 17e       | 1ste ronde: V van BRA Portela: yuko                                                  |

### Kanovaren
| Olympiër    | Onderdeel | Resultaat | Prestatie                  |
| Slalom      | Slalom    | Slalom    | Slalom                     |
| ----------- | --------- | --------- | -------------------------- |
| Hind Jamili | K-1 (v)   | 21e       | voorronde: 21ste in 149,87 |

### Paardensport
| Olympiër                                     | Onderdeel      | Resultaat      | Prestatie |
| Springconcours                               | Springconcours | Springconcours | Springconcours                                                                                                   |
| -------------------------------------------- | -------------- | -------------- | --- |
| Abdelkebir Ouaddar op Quickly de Kreisker VO | individueel    | 50e            | kwalificatieronde 1: 27ste met 4 strafpunten kwalificatieronde 2: 49ste met 9 strafpunten totaal: 13 strafpunten |

### Schermen
| Olympiër        | Onderdeel  | Resultaat | Prestatie                      |
| --------------- | ---------- | --------- | ------------------------------ |
| Youssra Zekrani | floret (v) | 17e       | 1ste ronde: V van CHN Le: 4–15 |

### Schietsport
| Olympiër      | Onderdeel      | Resultaat | Prestatie                                           |
| ------------- | -------------- | --------- | --------------------------------------------------- |
| Mohamed Ramah | trap (m)       | 30e       | kwalificatie: 30ste met 106 punten (22-18-24-21-21) |
| Mohamed Ramah | dubbeltrap (m) | 21e       | kwalificatie: 21ste met 115 punten (23-18-18-22-24) |

### Taekwondo
| Olympiër       | Onderdeel | Resultaat | Prestatie |
| -------------- | --------- | --------- | --- |
| Omar Hajjami   | –58kg (m) | 7e        | voorronde: W van IRI Ashourzadeh: 4–3 kwartfinale: V van CHN Shuai: 1–8 herkansingen: V van ESP Tortosa: 1–4                                           |
|                |           |           | |
| Naima Bakkal   | –57kg (v) | 7e        | voorronde: V van GBR Jones: 4–12 herkansingen: V van BEL Asemani: 0–12                                                                                 |
| Wiam Dislam VS | +67kg (v) | 5e        | voorronde: W van DOM Rodríguez: 5–1 kwartfinale: V van MEX Espinoza: (2–3SD) herkansingen: W van PHI Alora: 7–5 bronzen finale: V van GBR Walkden: 1–7 |

### Wielersport
| Olympiër           | Onderdeel        | Resultaat | Prestatie     |
| ------------------ | ---------------- | --------- | ------------- |
| Anass Aït El Abdia | wegwedstrijd (m) | 47e       | 6:30.05       |
| Soufiane Haddi     | wegwedstrijd (m) | DNF       | DNF           |
| Mouhssine Lahsaini | wegwedstrijd (m) | DNF       | DNF           |
| Mouhssine Lahsaini | tijdrit (m)      | 33e       | 1:25.11 (33e) |

### Worstelen
| Olympiër        | Onderdeel   | Resultaat   | Prestatie                            |
| Vrije stijl     | Vrije stijl | Vrije stijl | Vrije stijl                          |
| --------------- | ----------- | ----------- | ------------------------------------ |
| Chakir Ansari   | –57kg (m)   | 13e         | voorronde: V van BLR Latsjinau: 4–14 |
| Grieks-Romeins  |             |             |                                      |
| Mehdi Messaoudi | –59kg (m)   | 17e         | 1ste ronde: V van USA Thielke: 0–8   |
| Zied Ayet Ikram | –75kg (m)   | 19e         | 1ste ronde: V van CHN Yang: 0–5      |

### Zwemmen
| Olympiër       | Onderdeel          | Resultaat | Prestatie             |
| -------------- | ------------------ | --------- | --------------------- |
| Driss Lahrichi | 100m rugslag (m)   | 36e       | serie 1: 4de in 58,01 |
|                |                    |           |                       |
| Noura Mana     | 50m vrije slag (v) | 59e       | serie 5: 4de in 28,20 |